# Ziyun (köpinghuvudort i Kina, Henan Sheng, lat 33,82, long 113,43)
Ziyun (kinesiska: 紫云, 紫云镇) är en köpinghuvudort i Kina. Den ligger i provinsen Henan, i den centrala delen av landet, omkring 110 kilometer söder om provinshuvudstaden Zhengzhou. Antalet invånare är 38 529. Befolkningen består av 18 582 kvinnor och 19 947 män. Barn under 15 år utgör 20,0 %, vuxna 15-64 år 69 %, och äldre över 65 år 9,0 %.
Runt Ziyun är det tätbefolkat, med 659 invånare per kvadratkilometer. Närmaste större samhälle är Pingdingshan, 14,9 km sydväst om Ziyun. Trakten runt Ziyun består till största delen av jordbruksmark.
Genomsnittlig årsnederbörd är 819 millimeter. Den regnigaste månaden är september, med i genomsnitt 157 mm nederbörd, och den torraste är januari, med 5 mm nederbörd.